# الجامعة الإسلامية الأمريكية
الجامعة الإسلامية الأمريكيّة (بالإنجليزية: Islamic American University)‏ تقع في مدينة ساوثفيلد في ولاية ميشيغان. للجامعة رؤية في سد الحاجة للتعليم العالي الإسلامي في الولايات المتحدة الأمريكية. وتوفر الجامعة المراسلة ودورات على الإنترنت.